# Samuel (Mysławski)
Samuel, imię świeckie Symeon Mysławski (ur. 13 maja?/24 maja 1731 w Połoszkach, zm. 25 grudnia 1795?/5 stycznia 1796) – biskup Rosyjskiego Kościoła Prawosławnego pochodzenia ukraińskiego.

## Życiorys
Ukończył Akademię Mohylańską. W czasie nauki złożył wieczyste śluby mnisze (12 kwietnia 1754), po czym został wyświęcony na hierodiakona (25 listopada 1754). Po ukończeniu studiów został zatrudniony w Akademii jako wykładowca. Hieromnichem został 6 stycznia 1756. W roku następnym został prefektem Akademii, kontynuując pracę naukową jako wykładowca filozofii. W 1760 wydał pracę Dogmaty prawosławnoj wiery. W 1761 otrzymał godność archimandryty i zaczął kierować jako przełożonym Brackim Monasterem w Kijowie, zasiadł również w konsystorzu prawosławnej metropolii kijowskiej. Cztery lata później ogłosił drukiem gramatykę języka łacińskiego. Był znakomicie wykształconym teologiem, władał językami łacińskim, francuskim, polskim i greckim. Od sierpnia do grudnia 1768 był przełożonym Monasteru Pustynnego w Kijowie.
28 grudnia 1768 przyjął chirotonię biskupią i został ordynariuszem eparchii biełgorodzkiej i obojańskiej. Szczególnie interesował się kolegium w Charkowie, opracowując szczegółowy program nauczania dla każdej jego klasy. Pragnąc, by jego uczniowie mieli możliwość nauki języków obcych, a nie dysponując odpowiednią kadrą pedagogiczną, sam sfinansował wyjazd dwóch studentów do Niemiec, by mogli opanować język niemiecki i zostać jego wykładowcami. Zlecił również kształcenie przyszłych wykładowców języka francuskiego, podniósł również znaczenie języka rosyjskiego, ograniczając natomiast wiodącą dotąd rolę łaciny. Dbał również otwieranie niższych szkół duchownych. Biskup poszerzył kompetencje ordynariusza eparchii w stosunku do duchowieństwa parafialnego, działał na rzecz podniesienia poziomu życia duchowego w monasterach.
W 1771 został przeniesiony na katedrę kruticką. Od 1775 zasiadał w Świątobliwym Synodzie Rządzącym. Po roku przeniesiony ponownie, tym razem do eparchii jarosławskiej i rostowskiej. W 1777 otrzymał godność arcybiskupią. W 1783 został metropolitą kijowskim, zaś od 1786 był także tytularnym przełożonym ławry Peczerskiej. Wprowadził rosyjski język wykładowy do Akademii Mohylańskiej. Zmarł w 1796 i został pochowany w soborze Mądrości Bożej w Kijowie.